# Авениси
Авениси (груз. ავენისი) — село в Грузии, на территории Душетского муниципалитета края (мхаре) Мцхета-Мтианети.

## География
Село находится в северо-восточной части Грузии, на северо-западном берегу Жинвальского водохранилища, на расстоянии приблизительно 8 километров (по прямой) к северо-северо-востоку от города Душети, административного центра муниципалитета. Абсолютная высота — 834 метра над уровнем моря.

## Население
По результатам официальной переписи населения 2014 года постоянное население в Авениси отсутствовало.
| Год  | Население, человек |
| ---- | ------------------ |
| 2002 | 2                  |
| 2014 | ↘ 0                |

## Достопримечательности
- Церковь Святого Георгия[груз.], IX—X вв.